# Haliplanellidae
Haliplanellidae is een familie uit de orde van de zeeanemonen (Actiniaria). De familie is voor het eerst wetenschappelijk beschreven door Hand in 1956. De familie is monotypisch en wordt vertegenwoordigd door de soort Haliplanella lineata.
De familie wordt niet door alle auteurs erkend, de enige soort wordt tegenwoordig geplaatst in het geslacht Diadumene en de familie Diadumenidae.

## Geslachten
- Haliplanella Hand, 1956
- Tricnidactis de Oliveira Pires, 1987